# Educación en Belice
La educación en Belice se basa en el sistema educativo británico y se divide en tres niveles: primario (ocho años) secundario (cuatro años) y terciario. Es regida por la Ley de Educación (Capítulo 36 de las Leyes de Belice).
La educación terciaria puede completarse ingresando en la Universidad de Belice o asistiendo a uno de los muchos "Sexto Grados" del país, estas últimas son instituciones de nivel universitario con dos años de duración. Los títulos concedidos por estas entidades educativas han llegado a reconocerse recientemente como  equivalentes al grado Técnico en los Estados Unidos en cuyas universidades los estudiantes beliceños completan los dos años requeridos para obtener un diploma universitario
La pandemia de COVID-19 llevó al sistema educativo del país ha afrontar el cierre inesperado de los centros educativos. En respuesta el Banco Interamericano de Desarrollo (BID) aprobó una modificación al préstamo del Programa de Mejoramiento de la Calidad de la Educación II apoyando a escuelas primarias y secundarias para avanzar a un modelo de educación híbrida con aprendizaje a distancia y presencial.